# Ôgi-no-mon
Ôgi-no-mon är ett bergspass i Antarktis. Det ligger i Östantarktis. Norge gör anspråk på området. Ôgi-no-mon ligger 1 924 meter över havet.
Terrängen runt Ôgi-no-mon är varierad. Trakten är obefolkad. Det finns inga samhällen i närheten. 